# Пам'ятник стратонавтам (Донецьк)

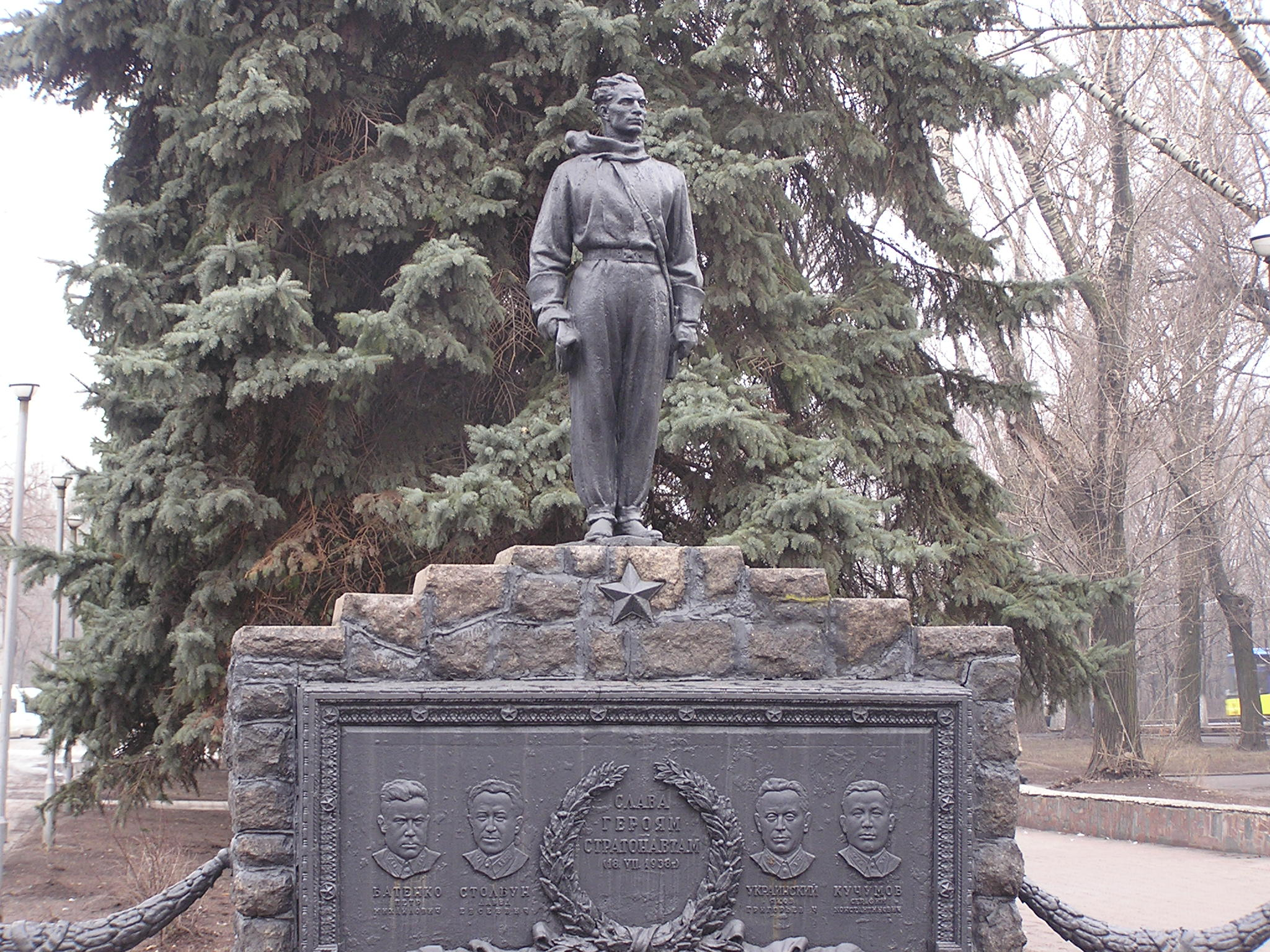
Пам'ятник стратонавтам

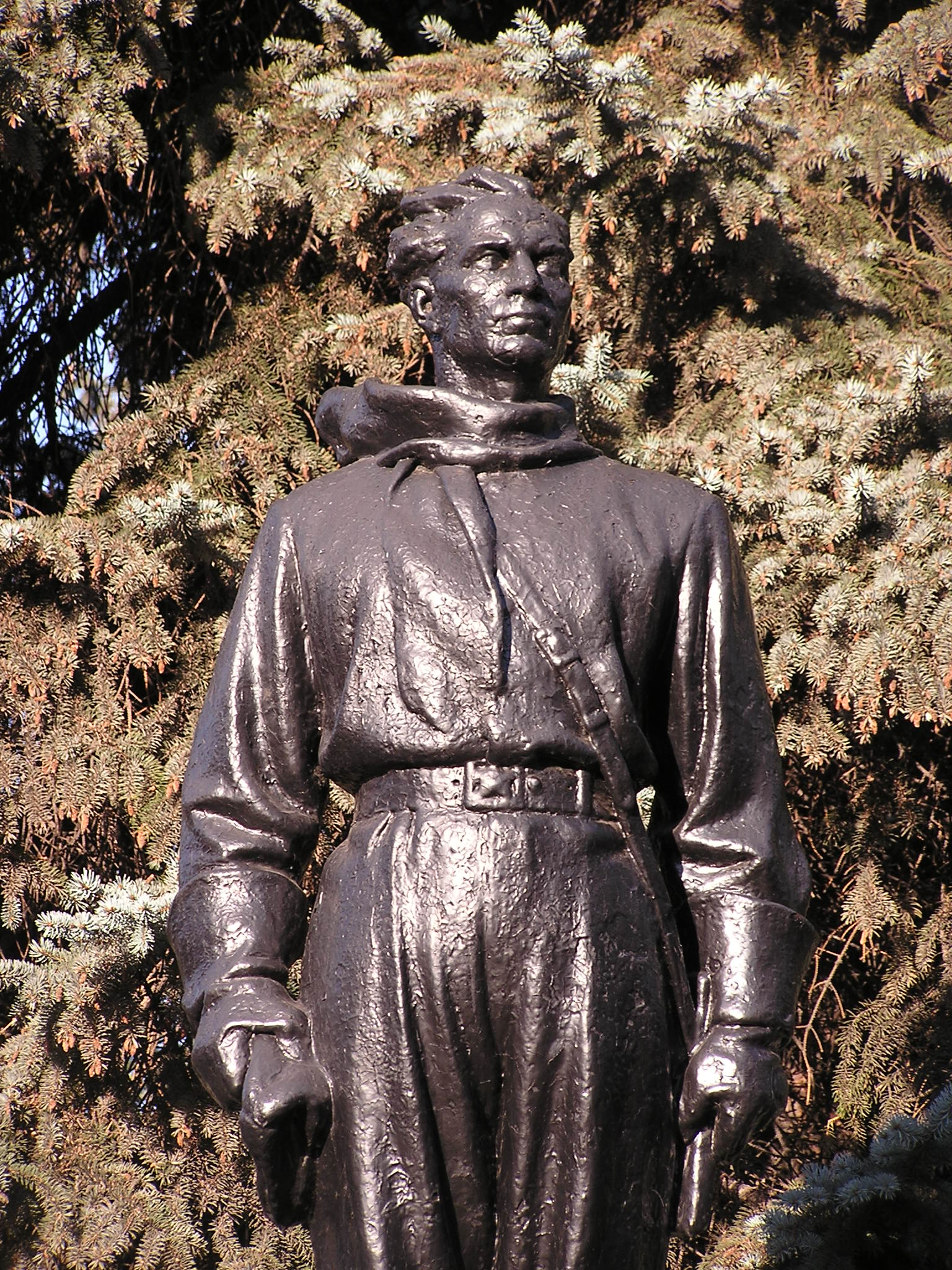
Пам'ятник стратонавтам

Пам'ятник стратонавтам — пам'ятник у Донецьку на могилі чотирьох героїв-стратонавтів.

## Історія
Стратонавти Яків Григорович Український, Серафим Костянтинович Кучумів, Петро Михайлович Батенко і Давид Овсійович Столбун піднімалися на субстратостаті ВВА-I, для вивчення впливу висотного тиску на організм людини і загинули 18 липня 1938 року. На великій висоті відмовило кисневе обладнання, а індивідуальне кисневе обладнання не впоралося з підтриманням життєзабезпечення. Екіпаж субстратостата загинув від задухи. Гондола субстратостата впала на території центрального парку культури і відпочинку імені Щербакова (в районі «Білого кар'єра»). Субстратостат при падінні потрапив на лінію електропередачі. Куля субстратостата вибухнула, оскільки вона була заповнена воднем.
Стратонавти були поховані на перетині бульвару Пушкіна і проспекту 25-річчя РСЧА. Пам'ятник на могилі стратонавтів було встановлено в 1953 році. Автори пам'ятника: скульптори Юхим Білостоцький, Еліус Фрідман, Георгій Пивоваров, архітектор Микола Іванченко.

## Опис
Пам'ятник являє собою двометрову скульптуру стратонавта, який дивиться в нескінченний простір повітряного океану. Скульптура виконана з бронзи, а постамент з лабрадориту. Під скульптурою п'ятикутна зірка і меморіальна дошка. На меморіальній дошці виконано чотири бронзових барельєфи стратонавтів Якова Григоровича Українського, Серафима Костянтиновича Кучумова, Петра Михайловича Батенка та Давида Овсійовича Столбуна. Також на меморіальній дошці напис всередині вінка: 
|  | СЛАВА ГЕРОЯМ СТРАТОНАВТАМ (18. VII. 1938г.) |